# Nouvelles de Poudlard : Héroïsme, Tribulations et Passe-temps dangereux
Nouvelles de Poudlard : Héroïsme, Tribulations et Passe-temps dangereux (titre original : Short Stories from Hogwarts of Heroism, Hardship and Dangerous Hobbies) est un livre numérique écrit par J. K. Rowling et paru le 6 septembre 2016 à la fois en anglais et en français. Il était déjà paru auparavant sur le site Pottermore.
Le livre contient des informations supplémentaires de J. K. Rowling concernant quelques professeurs de Poudlard ainsi que certaines aptitudes ou particularités qui leur sont liées.
Sa sortie a lieu en même temps que deux autres recueils de nouvelles : 
- Poudlard : Le Guide pas complet et pas fiable du tout
- Nouvelles de Poudlard : Pouvoir, Politique et Esprits frappeurs enquiquinants

## Chapitres
1. Minerva McGonagall / Animagi
2. Remus Lupin / Les Loups-garous
3. Sibylle Trelawney / Les Visionomeurs
4. Silvanus Brûlopot